# Чугунова, Галина Владимировна
Гали́на Влади́мировна Чугуно́ва (в девичестве Порыва́ева; 22 февраля 1980, Калуга) — российская байдарочница, выступала за сборную России в конце 1990-х — середине 2000-х годов. Финалистка летних Олимпийских игр в Сиднее, чемпионка Европы, серебряная призёрша чемпионата мира, многократная чемпионка всероссийских первенств. На соревнованиях представляла спортивный клуб Министерства обороны РФ, мастер спорта международного класса.

## Биография
Галина Порываева родилась 22 февраля 1980 года в Калуге. Училась в средней общеобразовательной школе № 50, активно заниматься греблей начала в возрасте двенадцати лет по примеру старшего брата Павла. Проходила подготовку в калужской специализированной детско-юношеской спортивной школе олимпийского резерва «Тайфун» под руководством тренеров Марины и Валерия Тараниных, позже состояла спортивном клубе Министерства обороны РФ.
Первого серьёзного успеха добилась в 1999 году, когда на взрослом всероссийском первенстве завоевала сразу пять золотых медалей: в байдарке-одиночке на дистанциях 500 и 1000 метров, байдарке-двойке на дистанции 500 метров и байдарке четверке - на 200 и 500 метров (впоследствии становилась чемпионкой России в различных дисциплинах ещё 12 раз). Попав в основной состав российской национальной сборной, побывала на чемпионате Европы в хорватском Загребе, откуда привезла золотую и бронзовую медали, завоеванные в четверке на двухсотметровой и пятисотметровой дистанциях соответственно. Также съездила на чемпионат мира в Милан, где стала серебряной призёркой в заезде четвёрок на дистанции двести метров. За эти достижения по итогам сезона удостоена почётного звания «Мастер спорта России международного класса».
В 2000 году Порываева защитила чемпионский титул в байдарке четверке на 500 метров и в этой же дисциплине удостоилась права защищать честь страны на летних Олимпийских играх в Сиднее. Вместе с командой, куда помимо неё вошли спортсменки Наталья Гулий, Ольга Тищенко и Елена Тиссина, смогла дойти до финала, но в решающем заезде финишировала лишь седьмой. «Подошли к тому старту далеко не в лучшей форме, потому что все силы потратили на подготовку и участие в отборе на чемпионате России. Да, наверное, мы, как говорил наш тренер, выступили на 90 %, а не на 110, как положено победителям».
После сиднейской Олимпиады Галина Порываева осталась в основном составе российской национальной сборной и продолжила принимать участие в крупнейших международных регатах. В 2002 году она успешно выступила на чемпионате Европы в венгерском Сегеде, взяв две бронзы на дистанции 200 метров - в байдарке-двойке и байдарке-четверке. В сезоне 2004 года пополнила медальную коллекцию бронзовой наградой чемпионата в Познани, когда заняла третье место в составе экипажа байдарки-четверки на двухсотметровой дистанции. Должна была ехать на Олимпийские игры в Афины, уже завоевала лицензию, однако незадолго до начала соревнований получила серьезную травму и вынуждена была отказаться от этой поездки. Вскоре, в связи со смертью бессменного тренера Марины Тараниной, приняла решение завершить карьеру профессиональной спортсменки, на тот момент ей было всего лишь 25 лет. «Адреналин выезда на старт меня всегда просто убивал, наверное, за годы соревнований я его перебрала. И, хотя мой возраст и сейчас позволяет вернуться в большой спорт и испытать судьбу на ближайшей Олимпиаде, мне больше этого не нужно».
Имеет высшее образование, окончила Московскую государственную академию физической культуры. В настоящее время работает тренером-преподавателем в калужской СДЮСШОР «Тайфун», занимается подготовкой молодых талантливых гребцов на Яченском водохранилище. Замужем за Алексеем Чугуновым, есть дочь Елизавета.